# Sophia Dorothea a Prusiei
Prințesa Sophia Dorothea a Prusiei (germană Sophia Dorothea Marie von Preußen; 25 ianuarie 1719 – 13 noiembrie 1765) a fost al nouălea copil și a cincea fiică a regelui Frederic Wilhelm I al Prusiei și a soției acestuia, Sophia Dorothea de Hanovra. 

## Biografie

### Căsătorie și copii
La 10 noiembrie 1734 la Potsdam, Sophia Dorothea s-a căsătorit cu Frederic Wilhelm de Brandenburg-Schwedt, prinț al Prusiei și margraf de Brandenburg. Cuplul a avut cinci copii:
- Sophia Dorothea (18 decembrie 1736 - 9 martie 1798); s-a căsătorit cu Frederic al II-lea Eugene, Duce de Württemberg
- Elisabeth Louise (22 aprilie 1738 - 10 februarie 1820); s-a căsătorit cu unchiul ei Prințul Augustus Ferdinand al Prusiei
- George Philip (10 septembrie 1741 - 28 aprilie 1742)
- Philippine (10 octombrie 1745 - 1 mai 1800); s-a căsătorit cu Frederic al II-lea, Landgraf de Hesse-Cassel
- George Frederick (3 mai 1749 - 13 august 1751)

Frederic Wilhelm era cu 19 ani mai mare decât prințesa și a fost denumit "margraful nebun" din cauza farselor și a manierelor sale grosolane. Relația lor nu a fost fericită și în cele din urmă ei au locuit în locuri separate: Sophie a trăit în castelul Montplaisir în apropiere de reședință și margraful a trăit în castelul Schwedt.